# گیک (فیلم)
«گیک‌ها» (انگلیسی: Geeks (film)) یک فیلم است که در سال ۲۰۰۴ منتشر شد.

## بازیگران
- اروین کرشنر
- کن پیج
- اتان فیلیپس
- جان راتزنبرگر
- تیم راس
- کریس ساراندون
- گلن شادیکس
- دیوید اوگدن استایرس